# Демино (Вытегорский район)
Демино — деревня в Вытегорском районе Вологодской области.
Входит в состав Андомского сельского поселения, с точки зрения административно-территориального деления — в Андомский сельсовет.
Расположена на правом берегу реки Самина, на трассе А119. Расстояние по автодороге до районного центра Вытегры — 37 км, до центра муниципального образования села Андомский Погост — 5 км. Ближайшие населённые пункты — Гуляево, Коровкино, Кюрзино, Митрово.
По переписи 2002 года население — 7 человек.